# La Diplomate
La Diplomate (The Diplomat) est une série télévisée américaine de thriller politique créée par Debora Cahn diffusée depuis le 20 avril 2023 sur Netflix.

## Synopsis

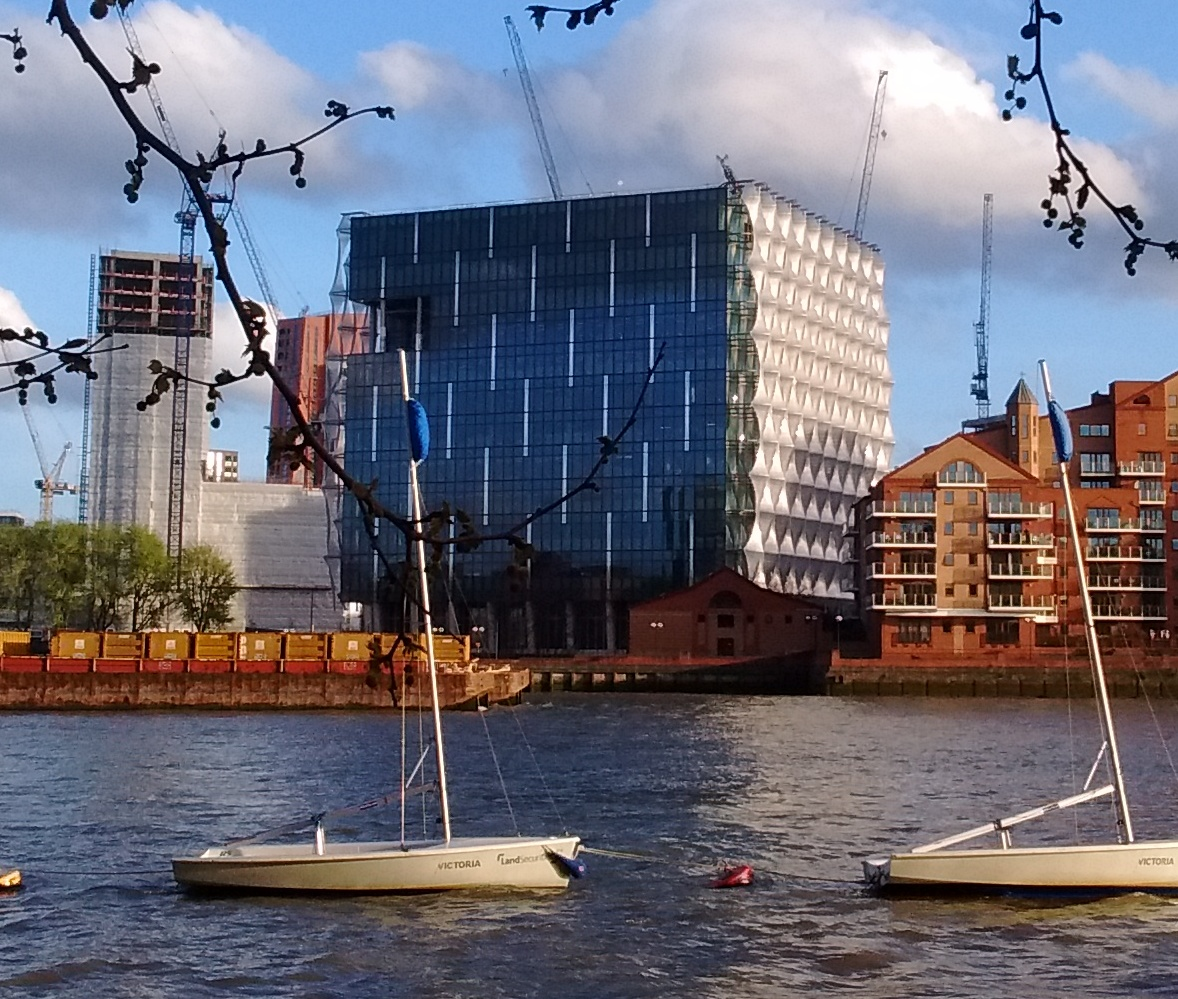
L'ambassade des États-Unis à Londres.

Kate Wyler est nommée ambassadrice des États-Unis au Royaume-Uni alors que le porte-avions HMS Courageous de la marine britannique vient de subir une attaque de missiles dans le golfe persique, l'Iran faisant figure de principal suspect. Sans le savoir, elle est pressentie pour prendre la vice-présidence des États-Unis et ce poste est un examen de passage où elle doit désamorcer des crises internationales, forger des alliances stratégiques et s'adapter à sa nouvelle place sous les projecteurs, tout en essayant de survivre à son mariage avec Hal, diplomate de carrière et lui-même ancien ambassadeur.

## Distribution

### Acteurs principaux

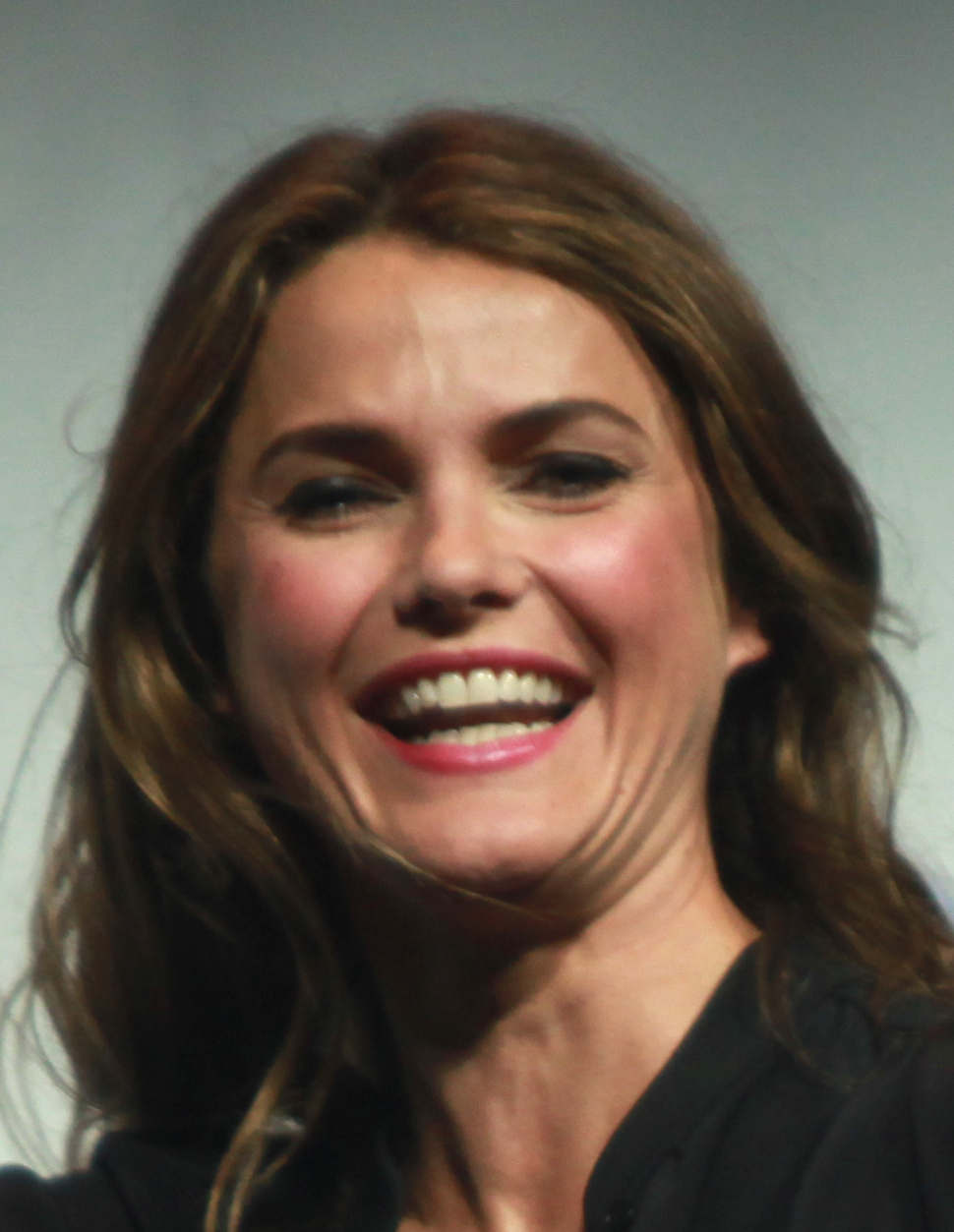
Keri Russell.

- Keri Russell (VF : Déborah Claude) : Kate Wyler, ambassadrice des États-Unis au Royaume-Uni
- Rufus Sewell (VF : Xavier Fagnon) : Hal Wyler, époux de Kate
- David Gyasi (VF : Nessym Guetat) : ministre Austin Dennison, ministre des Affaires étrangères du Royaume-Uni
- Ali Ahn (VF : Sybille Tureau) : Eidra Park, responsable de l'antenne de la CIA à Londres
- Rory Kinnear (VF : Jean-Pierre Michaël) : Nicol Trowbridge, Premier ministre du Royaume-Uni
- Ato Essandoh (VF : Frantz Confiac) : Stuart Heyford, directeur de cabinet de l'ambassade américaine à Londres

### Acteurs récurrents
- Celia Imrie (VF : Blanche Ravalec) : Margaret Roylin, ancienne directrice de campagne du Parti conservateur
- Miguel Sandoval (VF : Michel Dodane) : Miguel Ganon, Secrétaire d'État des États-Unis
- Nana Mensah (VF : Annie Milon) : Billie Appiah, cheffe de cabinet de la Maison Blanche
- Michael McKean (VF : Hervé Bellon) : William Rayburn, Président des États-Unis
- T'Nia Miller : Cecilia Dennison, la soeur d'Austin
- Allison Janney (VF : Pauline Larrieu) : Grace Penn, vice-présidente des États-Unis (à partir de la saison 2)
- Adrienne Warren : Georgia, une agent de la CIA (à partir de la saison 2)
- Georgie Henley (VF : Myrddrina Antoni) : Pensy

 Source et légende : version française (VF) sur RS Doublage

## Production

### Origine
En janvier 2022, Netflix annonce qu'une série intitulée The Diplomat a été commandée à la scénariste Debora Cahn. En février de la même année, il est annoncé que Keri Russell jouerait dans la série puis le reste de la distribution à partir de mars.
La série sort sur la plateforme le 20 avril 2023.
Le choix du titre aurait provoqué la frustration des producteurs britanniques d'une série se déroulant à Barcelone également intitulée The Diplomat, annoncée début 2020 et qui a commencée à être diffusée au Royaume-Uni deux mois auparavant. Aucune des parties n'a indiqué sa volonté de changer le titre pour éviter les confusions.
Le 1er mai 2023, la série est renouvelée pour une deuxième saison. Le tournage de la saison 2 a commencé en juin 2023. Elle est diffusée le 31 octobre 2024. Netflix prolonge la série avec une troisième saison. La série est renouvelée pour une quatrième saison avant la diffusion de la troisième saison. 

### Tournage

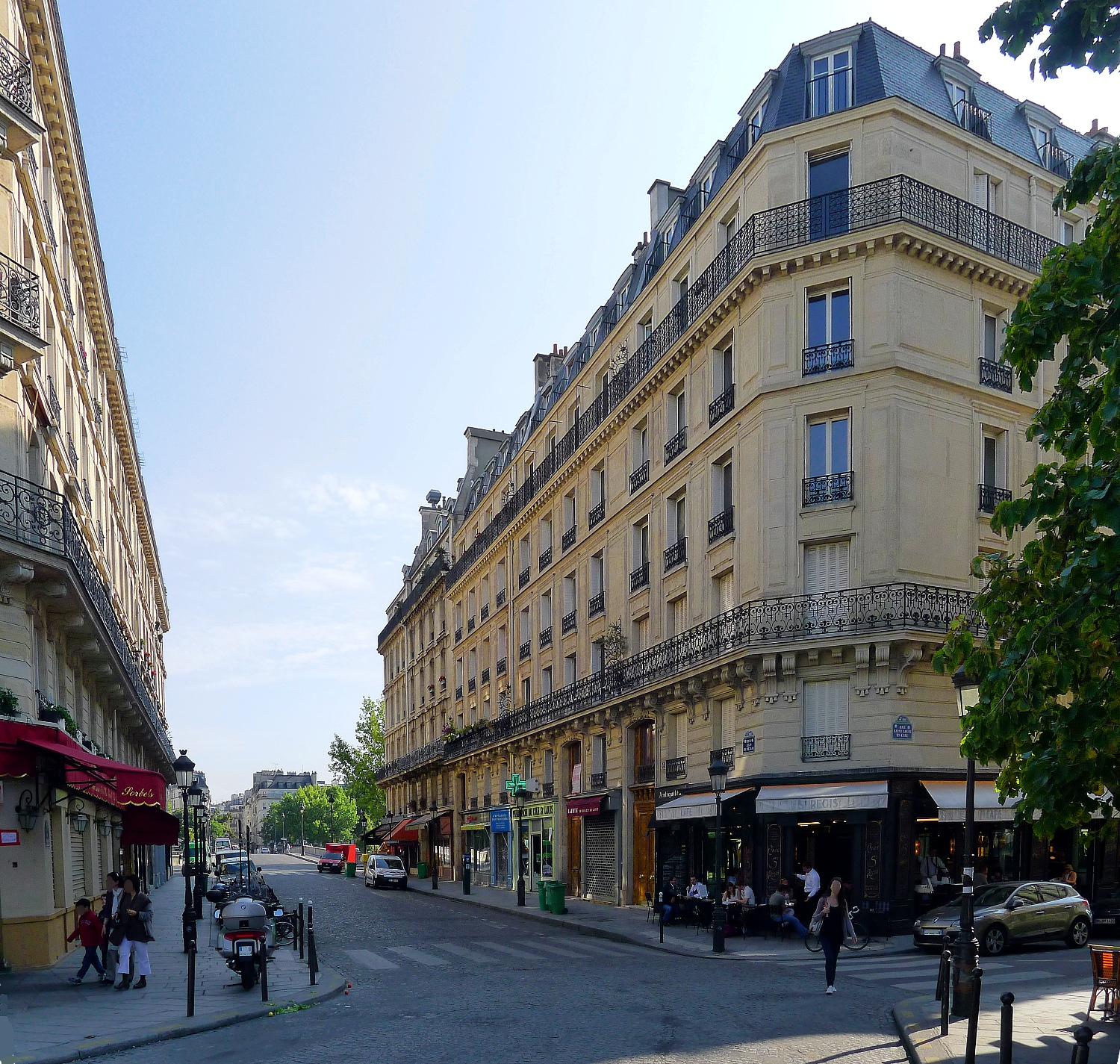
Rue Jean-du-Bellay (Paris 4e).

L'action se déroule principalement à Londres mais la première saison se termine à Paris avec des scènes tournées notamment sur l'île Saint-Louis, le pont Louis-Philippe et au Louvre.
La série colle à l'actualité, par des références fréquentes au Brexit, à la guerre en Ukraine et à l'évacuation américaine d'Afghanistan.

## Épisodes

### Première saison (2023)
1. À la Cendrillon (The Cinderella Thing)
2. Ceci n'est pas un kidnapping (Don't Call It a Kidnapping)

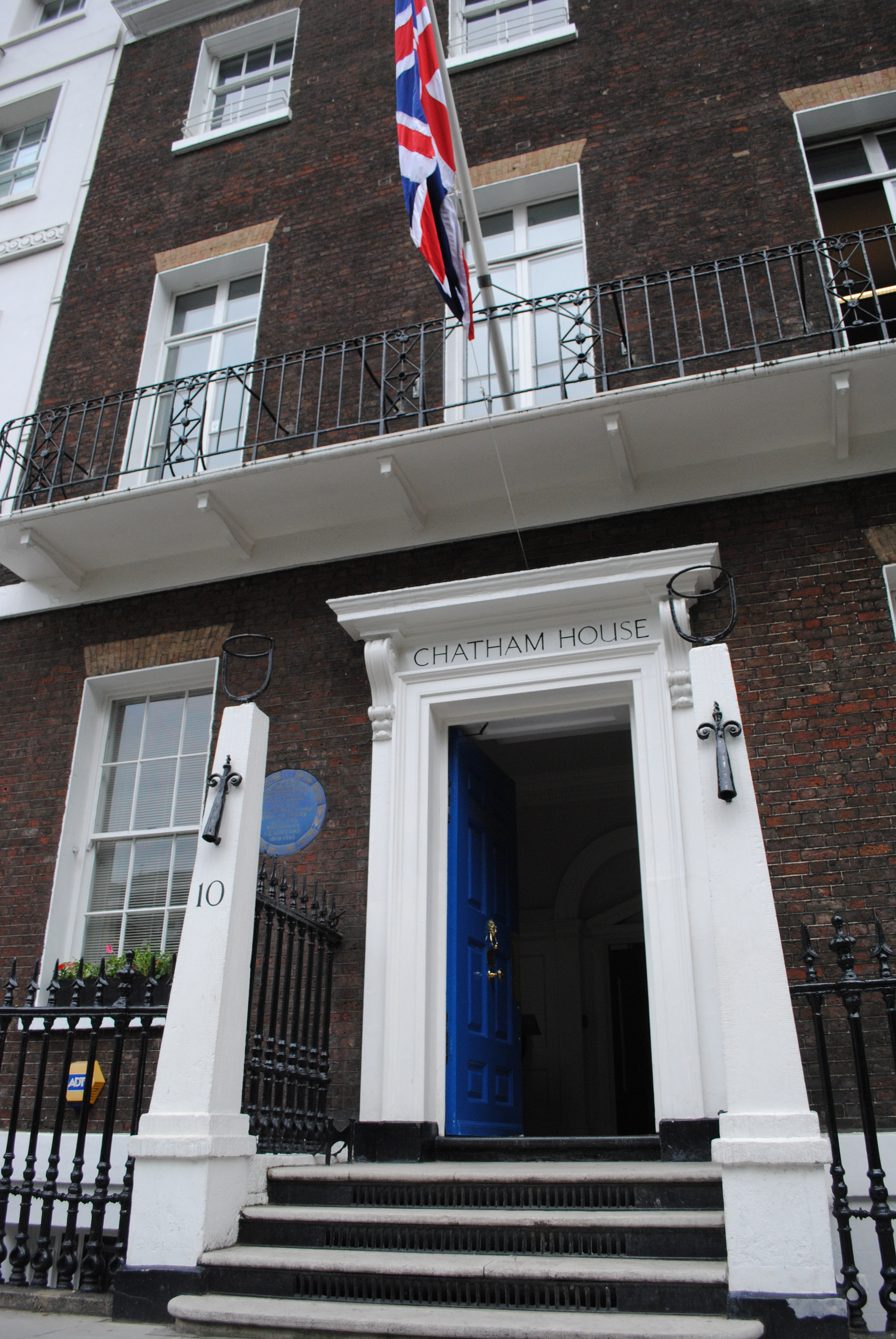
Chatham House, à Londres.

3. Comme des agneaux dans les ténèbres (Lambs in the Dark)
4. Il s'est acheté un chapeau (He Bought a Hat)
5. L'Attrape-chien (The Dogcatcher)
6. Une passion tourbillonnante (Some Lusty Tornado)
7. Et encore plus proche de tes ennemis… (Keep Your Enemies Closer)
8. En vertu de l'article 007 (The James Bond Clause)

### Deuxième saison (2024)
La deuxième saison est sortie le 31 octobre 2024.
1. Appel inconnu (When a Stranger Calls)
2. Saint-Paul (St. Paul's)
3. Les ides de mars (The Ides of March)
4. L'autre armée (The Other Army)
5. Notre-Dame de l'Immaculée Déception (Our Lady of Immaculate Deception)
6. La classe Dreadnought (Dreadnought)

## Accueil critique
La série est bien accueillie par la critique qui salue notamment la performance de Keri Russell. Se terminant par un double cliffhanger, elle ne peut que donner l'envie d'une seconde saison annoncée d'ailleurs quelques jours à peine après sa mise en ligne. 

## Distinctions

### Nominations
- Golden Globes 2024 : 
  - Meilleure série télévisée dramatique
  - Meilleure actrice dans une série télévisée dramatique pour Keri Russell
- Golden Globes 2025 : 
  - Meilleure série télévisée dramatique
  - Meilleure actrice dans une série télévisée dramatique pour Keri Russell
  - Meilleure actrice dans un second rôle dans une série, une mini-série ou un téléfilm pour Allison Janney